# Chthonius anophthalmus
Chthonius anophthalmus är en spindeldjursart som beskrevs av Edvard Ellingsen 1908. Chthonius anophthalmus ingår i släktet Chthonius och familjen käkklokrypare. Inga underarter finns listade i Catalogue of Life.